# جامعة روزفلت
جامعة روزفلت جامعة خاصة لها عدة فروع في شيكاغو، إلينوي وشومبرج. تأسست عام 1945 وسميت نسبة إلى الرئيس الأمريكي فرانكلين روزفلت وزوجته إليانور روزفلت.

## وصلات خارجية
- الموقع الرسمي.